# Aasáx jezik
Aasáx jezik (asax, asá, aasá, assa, asak, "ndorobo", "dorobo"; ISO 639-3: aas), jedan od sedam južnokušitskih jezika kojim govori oko 350 ljudi (1999 Jeff Carr) iz plemena Assa na središnjem platou Maasai Steppe u sjevernoj Tanzaniji. 
Dio ih je jezično asimiliran u susjedne Bantue, a na istoku Maasai Steppe je izumro.

## Vanjske poveznice
- Ethnologue (14th)
- Ethnologue (15th)